# Diamantthron-Pagode des Miaozhan Si

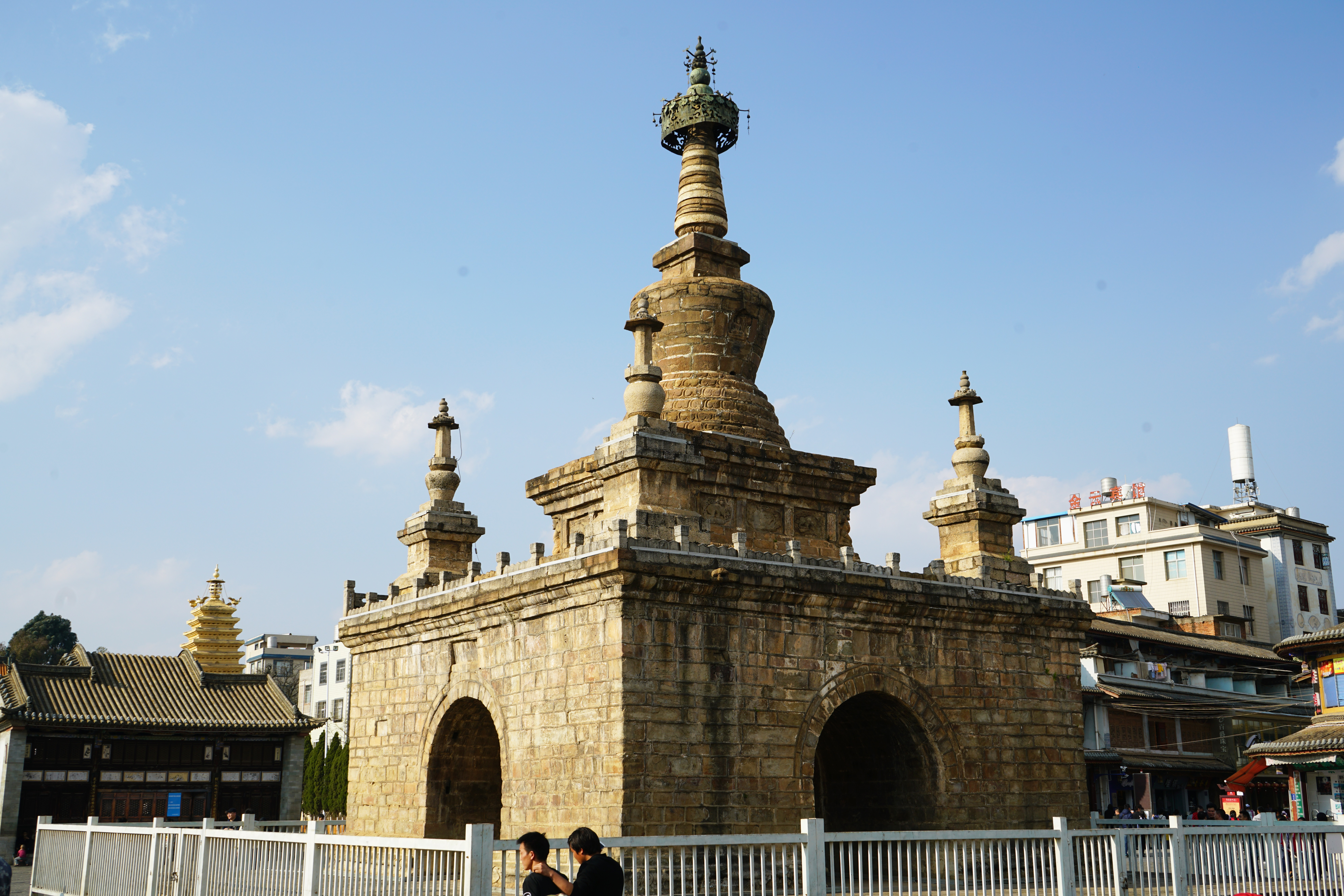
Foto

Die Diamantthron-Pagode des Miaozhan Si (chinesisch 妙湛寺金刚塔, Pinyin miàozhàn sì jīngāng tǎ) ist eine Pagode des Diamantthron-Pagoden-Typs im Stadtbezirk Guandu von Kunming in der chinesischen Provinz Yunnan. Sie wurde 1458 in the Zeit der Ming-Dynastie erbaut. Die Stätte steht seit 1996 auf der Liste der Denkmäler der Volksrepublik China (4-87).

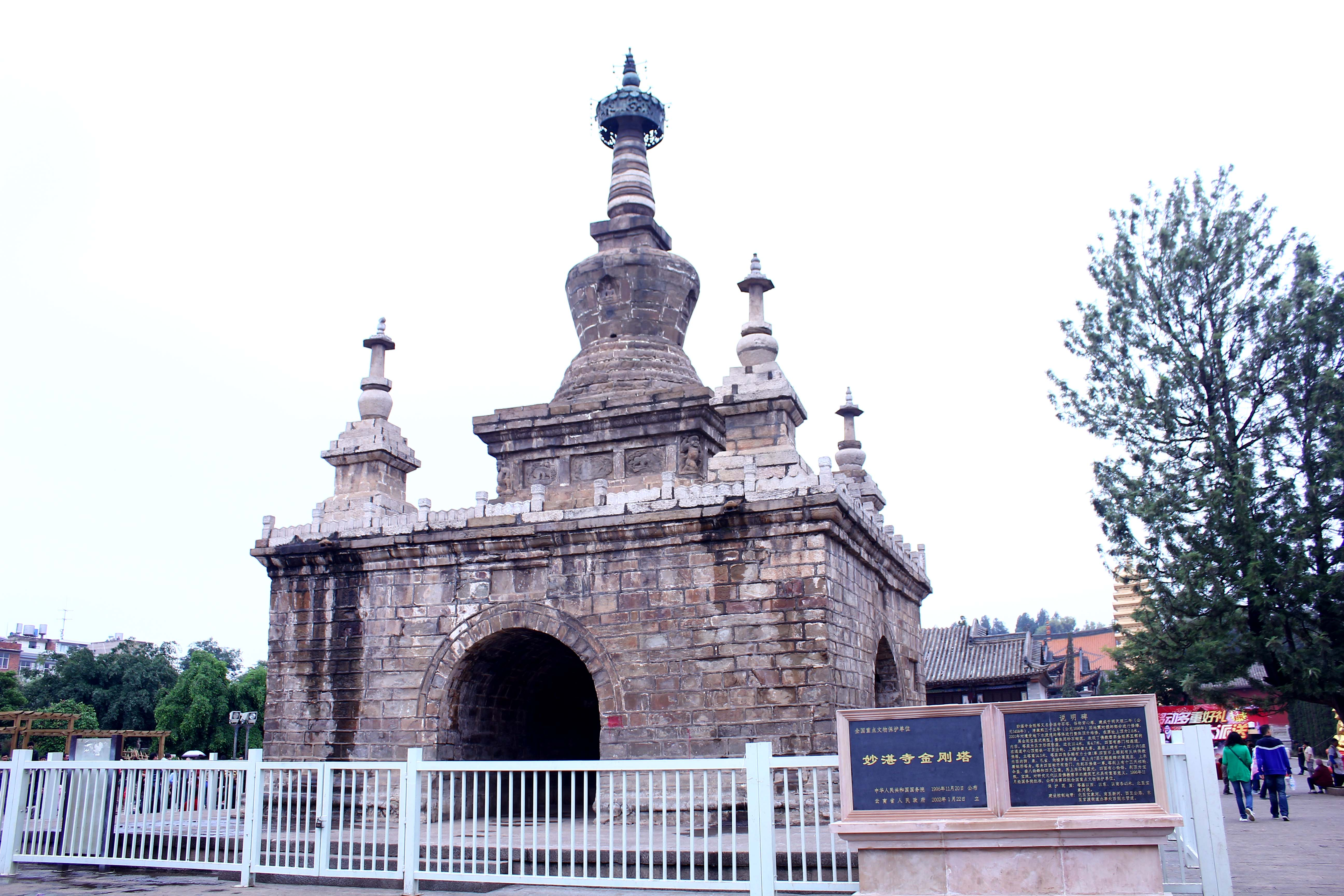